# Маран-афа
Маран-афа (Маран Афа, маранафа, марана та, от сир. ܡܪܢ ܐܬܐ — «господин наш пришёл», греч. μαράνἀ θά, μαρὰν ἀθά, μαραναθα, лат. Maran Atha) — фраза на сирийском диалекте арамейского языка (Пешитта), употребляющаяся единожды в Новом Завете как транслитерация, а также в книге Дидахе 10:6 как транслитерация, являющейся частью собрания книг Мужей апостольских. Эта фраза переведена на греческий язык «Ей, гряди, Господи Иисусе!» (Откр. 22:20).
Иероним Стридонский писал:
Maran atha более сирское, чем еврейское слово, хотя, вследствие сродства обоих языков, и отзывается более еврейским, оно значит «Господь наш пришёл».
Иоанн Златоуст толковал выражение следующим образом:
Что значит — Маран-афа? — «Господь наш пришёл». Для чего же он говорит это? Чтобы подтвердить учение о домостроительстве Божием, так как преимущественно в этом заключаются семена воскресения, и ещё для того, чтобы пристыдить их, — как бы так говорит: общий Владыка всех благоволил уничижить Себя до такой степени, а вы ещё остаётесь в том же положении и продолжаете грешить?
Феодорит Кирский объяснял выражение так:
Мара́н афа́. Это не еврейское, как думали некоторые, но сирское слово. В переводе же значит «Господь пришёл». Апостол употребил оное, смиряя величавость коринфян, гордившихся даром слова, и научая, что потребна не учёность, но вера.
В Библии с комментариями А. П. Лопухина маран-афа переводится как «приди, Господь наш!» (в этом варианте фраза записывается как Marana tha!).
Однако существует и другой вариант этой фразы — Maran atha, который переводится как «Господь идёт», «Господь придёт» или «Господь пришёл». Ср. «Господь близко» (Флп. 4:5).

## Употребление
По всей видимости, данная фраза употреблялась ранними христианами в качестве приветствия при встрече. Вероятно, таким же образом употреблял её и апостол Павел. Существует мнение, что в том контексте, в котором она используется у апостола Павла в 16-й главе его первого послания к Коринфянам,
22. Кто не любит Господа Иисуса Христа, анафема, маран-афа.
фразу «анафема, маран-афа» следует понимать как «да будет отлучён до времени пришествия Господа». Альтернативная трактовка этого отрывка состоит в том, что фраза «маран-афа» не имеет смысловой связи с предыдущим предложением, а скорее всего должна относиться к следующему стиху:
22. Кто не любит Господа Иисуса Христа, да будет отлучён. Господь придёт.
23. Благодать Господа нашего Иисуса Христа со всеми вами…
Слово «Маран-афа» использовалось в служениях, чтобы призвать присутствие Божье во время Вечери Господней и для того, чтобы выразить желание о том, чтобы Господь вернулся для утверждения Своего Царства. Оно равносильно просьбе церкви в молитве: «Да придёт Царствие Твоё». Относительно Господа Иисуса «Маран-афа» имеет два значения: это молитва — «Гряди, Господь» — и выражение веры — «Господь скоро придёт!».
Использование слова во времена Нового Завета обозначало уверенное ожидание верующих пришествия Господа Иисуса. Эта вера заключалась в желании провозгласить, что возвращение Господа Иисуса будет подкреплено силой, с духовными дарами и знамениями, с которыми Господь действует в Своей среде, показывая тем самым, что Он живёт среди Своего народа!
Во времена Ветхого Завета царь путешествовал для того, что вершить справедливость. Глашатай шёл впереди, трубя в трубы, и предупреждал людей: «Царь едет!». И те, кто ждал справедливости, желали, чтобы царь приехал к ним. И люди той земли, которую посещал царь, готовились к его приезду — они чистили и ремонтировали дороги и тем самым показывали свою покорность и желание угодить царю.
Точно таким же образом, Церковь сегодня, находясь в общении с Господом и проявлении Его силы в духовных дарах и знамениях, подтверждающих проповедуемое Слово, с нетерпением ожидает славного возвращения Господа Иисуса для того, чтобы Он забрал Свою Церковь. А Церковь непрестанно провозглашает о том, что «Господь грядёт!» и молится: «Маран-афа! О, гряди же, Господь Иисус!».

### В художественной литературе
Генрик Сенкевич в романе «Quo vadis» («Камо Грядеши»): «Христиане между тем начали молиться и петь. Грянуло мощное „Маран ата!“, потом великий апостол начал крестить водой из фонтана тех, кого пресвитеры подводили к нему как готовых к принятию крещения».

### В названии церквей
Выражение «Маран-афа» используется в названии бразильского пятидесятнического союза и ряда протестантских поместных общин во всём мире.

### В современной культуре
- Maranatha — альбом шведской black metal группы Funeral Mist.[значимость факта?]
- «Maranatha» — песня хорватской рок-группы Thompson с альбома Ora Et Labora.
- Альбом Maranatha хеви-метал группы See The Light. Текст заглавной песни навеян образами книги Откровения и содержит прямые цитаты из неё: «Я есмь Альфа и Омега, начало и конец» (Откр. 1:8); «Ей, гряду скоро!» (Откр. 22:20).
- Песня Harpa Dei «Ven Señor Jesús, Maranathá»[13].